# Hai-Lung-Klasse
Die Hai-Lung-Klasse ist eine Klasse von zwei U-Booten der Marine der Republik China.

## Geschichte
Die Regierung Taiwans bestellte 1981 zwei U-Boote bei den Niederlanden. Diese sollten im Wesentlichen auf der niederländischen Zwaardvis-Klasse basieren, die wiederum eine Kopie der amerikanischen Barbel-Klasse waren. Beide Boote, genannt Hai Lung (Seedrache) und Chien Lung (Seetiger) wurden im Dezember 1982 bei Wilton-Fijenoord in Schiedam, Niederlande auf Kiel gelegt. Nach finanziellen Problemen der Werft begann der Bau erst 1983. Ende 1986 liefen beide Boote vom Stapel und wurden nach Testfahrten in der Nordsee per Schiff nach Taiwan gebracht. Dort wurden die Boote 1987 und 1988 in Dienst gestellt.
1992 verweigerten die Niederlande den Bau und Verkauf zweier weiterer Boote der Klasse plus zwei Optionen, nachdem die Volksrepublik China gegen das Geschäft protestiert hatte.

## Einheiten
| Kennung | Name     | Bauwerft                   | Kiellegung        | Stapellauf        | Indienststellung |
| ------- | -------- | -------------------------- | ----------------- | ----------------- | ---------------- |
| SS-793  | Hai Lung | Wilton-Fijenoord, Schiedam | 15. Dezember 1982 | 6. Oktober 1986   | 9. Oktober 1987  |
| SS-794  | Hai Hu   | Wilton-Fijenoord, Schiedam | Dezember 1982     | 10. Dezember 1986 | 9. April 1988    |